# 平埔屯丁
平埔屯丁，亦稱屯番制。此制度起自於台灣清治時期。1788年（乾隆53年），福康安平定林爽文民變後，為了獎勵參戰平埔族兵士、開發內地山區、方便分配繇役、組織軍力方便等因素，特地仿四川屯練方式，將大片土地放租給平埔族兵士，並設置專門機構控管。該屯墾之兵士「無事歸農、有事仍聽調發。」。

## 簡介
1790年，該屯丁制度正式上路，光首批平埔族相關兵員就高達四千人，而為了統籌該項業務，也設置把總、屯務等官員來節制管轄。因為第一批所屯駐之人員均為兵士，因此也稱平埔屯兵。
1820年，平埔屯丁制度達到最頂峰，並做了某些改正，不過也因此，產生許多農地產權糾紛。而此種開墾土地和集結兵力的方式直到1887年，才在首任巡撫劉銘傳的清丈定賦的政策下，予以做廢。而此項清丈土地政策，更因與稍早屯丁制度遺留下的租佃權、土地所有權有所牴觸與糾紛，進而爆發了施九緞民變。
補：後屯丁多無力耕作，於是招募漢人入墾反而造成原住民的生活空間縮減。